# Nomads in the Night
Nomads in the Night är en låt framförd av Jeronimas Milius. Den är skriven av Milius själv i samarbete med Vytautas Diškevičius.
Låten var Litauens bidrag i Eurovision Song Contest 2008 i Belgrad i Serbien. I semifinalen den 22 maj slutade den på sextonde plats med 30 poäng vilket inte var tillräckligt för att gå vidare till finalen.